# Mr. Mom
Mr. Mom is een Amerikaanse komediefilm uit 1983 onder regie van Stan Dragoti, naar een scenario van John Hughes.

## Verhaal
Jack is een vader die met Caroline drie kinderen deelt in een buitenwijk van Detroit. Hij werkt als ingenieur, maar wordt op een dag samen met zijn vrienden plotseling ontslagen vanwege de recessie. Caroline besluit daarop een baan te zoeken en wordt aangenomen bij een reclamebureau. Jack neemt daarom de zorg van de kinderen op zich, maar dit blijkt problematischer dan gedacht.

## Rolverdeling
| Acteur                     | Personage       |
| -------------------------- | --------------- |
| Michael Keaton             | Jack Butler     |
| Teri Garr                  | Caroline Butler |
| Ann Jillian                | Joan            |
| Christopher Lloyd          | Larry           |
| Jeffrey Tambor             | Jinx Latham     |
| Martin Mull                | Ron Richardson  |
| Frederick Koehler          | Alex Butler     |
| Taliesin Jaffe             | Kenny Butler    |
| Courtney en Brittany White | Megan Butler    |

## Achtergrond
Michael Keaton sloeg de hoofdrol in Splash (1984) af om in deze film te verschijnen. De film werd een groot succes in de Amerikaanse bioscopen en leverde John Hughes een miljoenencontract bij Universal.